# Montgesoye
Montgesoye é uma comuna francesa na região administrativa de Borgonha-Franco-Condado, no departamento de Doubs. Estende-se por uma área de 11,06 km². Em 2010 a comuna tinha 480 habitantes (densidade: 43,4 hab./km²).